# Nephrotoma ruanda
Nephrotoma ruanda är en tvåvingeart som beskrevs av Alexander 1955. Nephrotoma ruanda ingår i släktet Nephrotoma och familjen storharkrankar.
Artens utbredningsområde är Rwanda. Inga underarter finns listade i Catalogue of Life.